# Triebelbach
Der Triebelbach (auch kurz: Triebel) ist ein linker Nebenfluss der Weißen Elster im Vogtlandkreis im Freistaat Sachsen.

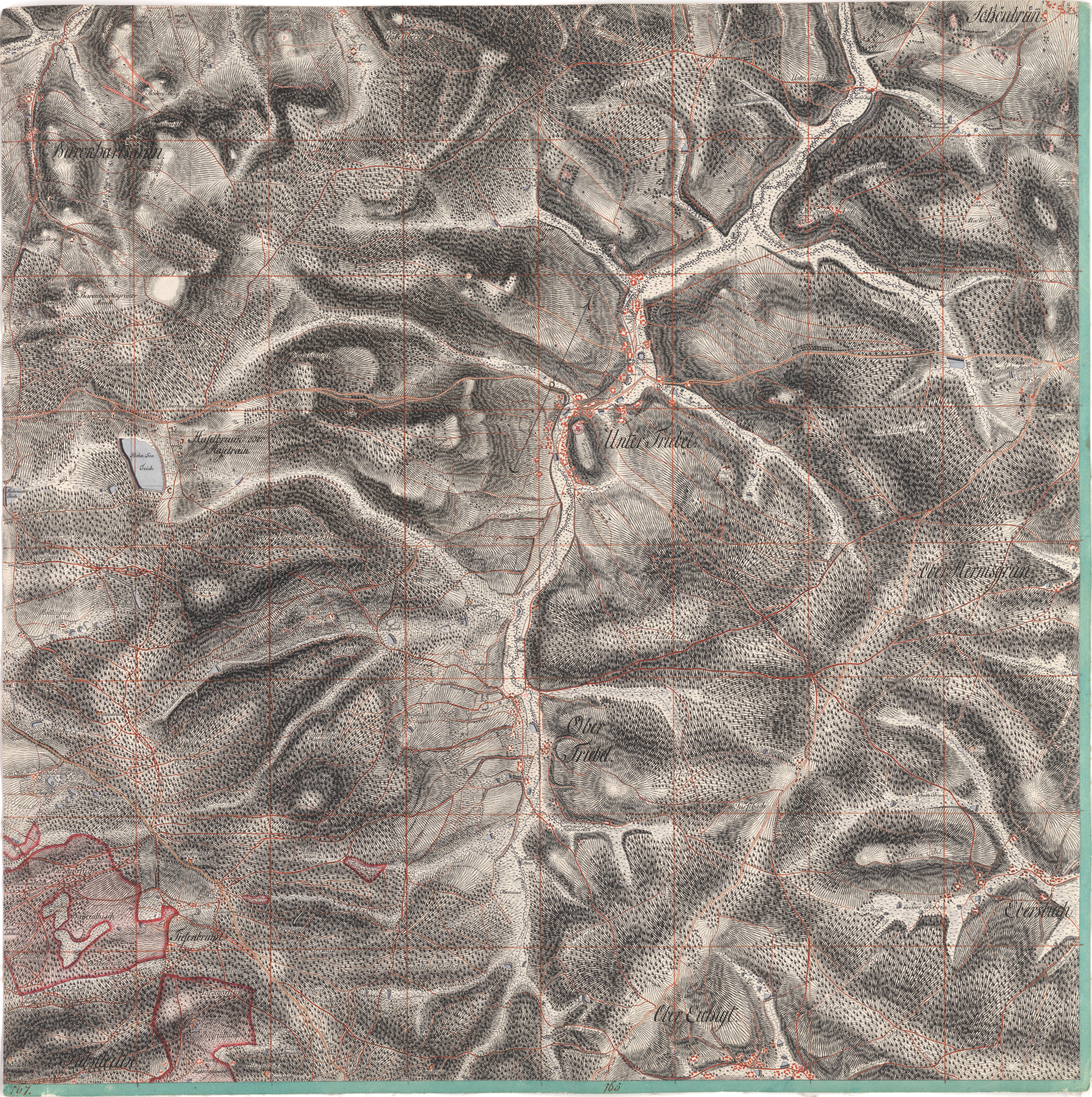
Das Tal der Triebel bei Unter- und Obertriebel

## Verlauf
Der Triebelbach gehört zum Flusssystem der Elbe. Seine Quelle entspringt nahe der Gemeindegrenze Triebels zu Eichigt und mündet bei Türbel mit einer Mündungshöhe von 379 m in die Weiße Elster. Die Triebel durchfließt Wälder und die Orte Obertriebel, Triebel, Bösenbrunn und den Ortsrand von Türbel. Die Triebel durchfließt damit die Gemeinden Eichigt, Triebel und Weischlitz. Ein Zufluss des Triebelbachs ist der Lohbach.
Der Bach ist ca. 7 km lang.

## Ökologie
Das Gewässer ist flach und durch klares Wasser gekennzeichnet. Der Gewässergrund besteht aus Kies und Sand. Bäume und Sträucher befinden sich am Bachufer bzw. im Gewässer selbst. Im Triebelbach leben Bachforellen, Edelkrebse und Groppen.